# 노르트브루크섬

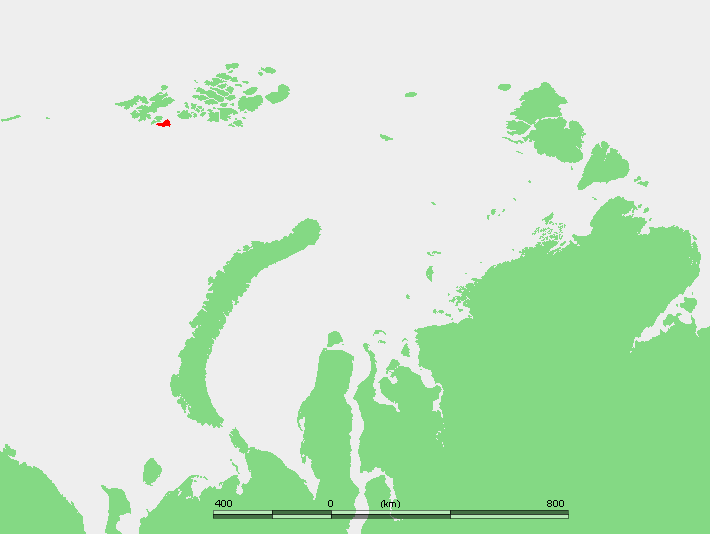
노르트브루크섬의 위치

노르트브루크섬(러시아어: остров Нортбрук)은 러시아 북부에 있는 섬으로, 제믈랴프란차이오시파 제도를 구성하는 섬 중 하나이다.

## 인접 섬
노르트브루크섬의 동쪽에는 로베르트소나섬이 있다.